# Nicole Bricqová
Nicole Bricqová (* 10. červen 1947, La Rochefoucauld, Charente – 6. srpna 2017) byla francouzská socialistická politička a právnička.

## Život
Na univerzitě v Bordeaux (Université Montesquieu Bordeaux IV) získala doktorát v oboru soukromého práva.
V květnu roku 2012 stanula jako ministryně životního prostředí, udržitelného rozvoje a energetiky v druhé vládě premiéra Jeana-Marca Ayraulta. V této vládě setrvala avšak pouze jeden měsíc, protože se jí nelíbil zamýšlený průzkum hloubkových nalezišť ropné společnosti Shell v oblasti Francouzské Guayany. Krátce nato byla jmenována ministryní nově založeného ministerstva zahraničního obchodu.